# グランドエンポーリアム
- ディズニーパーク > 東京ディズニーリゾート > 東京ディズニーランド
  - ワールドバザール > グランドエンポーリアム
  - 東京ディズニーランドのショップの一覧 > グランドエンポーリアム

グランドエンポーリアム（Grand Emporium）は、東京ディズニーランドのワールドバザールにあるショップ。

## 概要
| グランドエンポーリアム | グランドエンポーリアム                       |
| ---------------------- | -------------------------------------------- |
| オープン日             | 2003年3月21日                                |
| スポンサー             | なし                                         |
| 商品ジャンル           | 東京ディズニーランドで販売されている商品全般 |

グランドエンポーリアムはパーク内最大のショップである。
東京ディズニーランドで販売されている商品全般を取り扱っており、ほとんどの商品がこのショップで手に入る。
このショップがある場所にはもともと、「エンポーリアム」と「タウンクロージアーズ」という2つのショップ、「メインストリート・シネマ 」という映画を上映するアトラクションがあったが、「エンポーリアム」を拡張する形でこのショップが誕生した。「タウンクロージアーズ」はTシャツなどを販売していた洋服店だったが、閉店した現在でも「グランドエンポーリアム」内で洋服類は販売されている。
前述にもあるとおり、このショップでは東京ディズニーランドで販売されているほとんどの商品が手に入る。そのため、1日中混雑していることが多い。東京ディズニーランドの閉園間際には帰り際にお土産品を購入する人が殺到する為に身動きがとれないほど混雑することもある。
東京ディズニーランドで何らかのスペシャルイベントを行うとき、このショップにもデコレーションが施されることがある。外観はもちろんのこと、店内もデコレーションされる。
ワールドバザール同様19～20世紀のアメリカが時代設定。ちなみに店長はミッキーマウス。店内にミッキーのオフィスが存在する。かつてエンポーリアムだったころからミッキーが仲間たちと運営していた。という設定である。